# Грб Зеленортских Острва
Грб Зеленортских Острва је званични хералдички симбол афричке острвске државе Зеленортске Републике. Грб је у употреби од 1992. године.

## Опис
Грб се састоји од круга у којем се налази назив државе на португалском (República de Cabo Verde) и бакље у троуглу. Бакља представља слободу освојену после много година борбе, а троугао јединство и једнакост грађанских права. Круг је окружен са десет звезда које представљају десет острва ове земље. На врху грба се налази висак који симболизује праведност, честитост и искреност. Плаве и беле пруге представљају море, као и острва у њему. Око круга се, такође, налазе гранчице палме које представљају морал инсирисаног народа за независношћу.